# Viz (computerspel)
Viz is een computerspel voor de Commodore 64. Het spel werd ontwikkeld door Daryl Bowers en in 1991 uitgegeven door Virgin Mastertronic en Probe Software. Het Engelstalige racespel is gebaseerd op het gelijknamige stripverhaal.